# Нидерландский язык в Бельгии

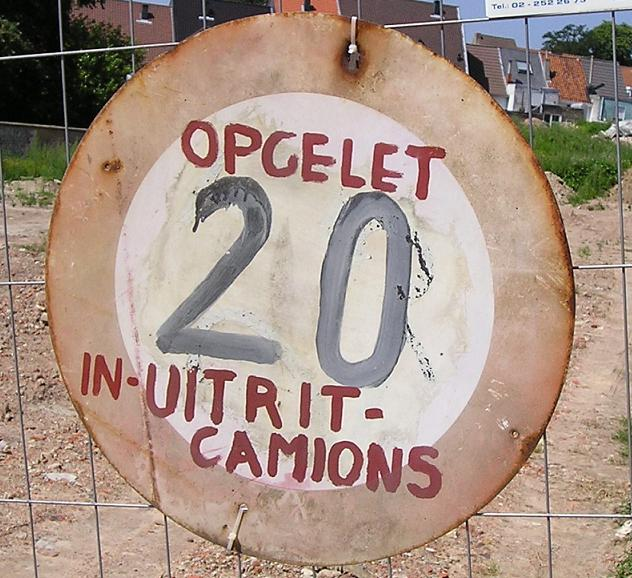
Надпись на фламандском дорожном знаке. Имеется два отличия от стандартного нидерландского: во-первых, грамматическое упрощение: in- uitrit написано вместо in- en uitrit («въезд» и «выезд»). Во-вторых, вместо нидерландского слова vrachtwagen («грузовик») используется французское camion.

В зависимости от определения, нидерландский язык во Фландрии проявляет бо́льшие или меньшие отличия от стандартного нидерландского.

## Нидерландский язык во Фландрии сегодня
Во Фландрии отличия от стандартного нидерландского считаются диалектизмами; их употребление избегается в прессе, образовании и т. д. Более того, использование диалектов зачастую считается признаком необразованности. За последнее время диалекты во Фландрии пришли в упадок, и молодёжь ими владеет гораздо хуже старшего поколения. В то же время, определённое количество диалектных слов и форм перешло на территории Фландрии в нидерландский язык и используется повсеместно.
Кроме того, существует движение в поддержку диалектов. Оно наиболее распространено в провинции Лимбург. Это — единственное место во Фландрии, где к незнакомцу скорее обратятся на диалекте, а не на стандартном языке. Также позиции диалекта ещё сильны в Антверпене.
Многие писатели используют в своих произведениях диалект для придания местного колорита.

## Диалектизмы, общеупотребимые во Фландрии
Диалектизмы, используемые в прессе, образовании и т. д.
- широко употребляется архаичная форма второго лица единственного числа gij («ты») вместо стандартного jij.
- schoon вместо mooi (красивый; в Нидерландах schoon обозначает «чистый»).

Диалектизмы, официальное использование которых избегается, но достаточно распространённые в повседневном общении
- sebiet вместо onmiddellijk, zo (meteen) (немедленно);
- camion вместо vrachtwagen (грузовой автомобиль);
- just\juust\zjust вместо juist (верно, точно, именно);
- широко употребляется вопросительная частица hé в конце предложений (подобно частице eh в английском языке Канады).

Разница между нидерландскими диалектами во Фландрии и стандартным нидерландским не ограничивается словарным запасом, имеются также и грамматические различия. Для образования уменьшительно-ласкательной формы существительных во Фландрии так же используется суффикс -ke, в то время как по правилам стандартного языка следует употреблять суффикс -tje\je (karreke vs karretje: телега - тележка; koffieke vs koffietje: кофе - кофеёк). Отличаются формы некоторых неправильных глаголов. Имеется также разница в произношении.

## Основные группы нидерландских диалектов во Фландрии
Специалисты выделяют на территории Фландрии четыре группы близкородственных диалектов:
- Западнофламандские диалекты
- Восточнофламандские диалекты
- Брабантские диалекты
- Лимбургские диалекты

Все эти диалекты используются и в Нидерландах.
В настоящее время только лимбургские и западнофламандские диалекты достаточно широко используются в повседневной речи практически всеми слоями населения. Кроме того, диалекты этих групп наиболее сильно отличаются от стандартного нидерландского.
Лимбургский распространён не только в Бельгии (в провинции Лимбург), но также и в приграничных с Бельгией районах Германии и Нидерландах. В Нидерландах с 1997 года лимбургский был признан не диалектом, а самостоятельным языком, однако в Бельгии он до сих пор считается просто группой диалектов. Сейчас развитию лимбургского мешает то, что несмотря на получение статуса языка (в Нидерландах) он остаётся группой хоть и близкородственных, но всё же различных диалектов. Предпринимаются попытки создания стандартного варианта лимбургского.
Западно-Фламандские диалекты распространены в провинции Западная Фландрия. Как и лимбургский, западнофламандский очень сильно отличается от стандартного нидерландского. По мнению многих лингвистов, разница между западно-фламандским и стандартным нидерландским больше, чем между стандартным нидерландским и африкаанс. Тем не менее африкаанс считается самостоятельным языком, а западнофламандский — нет. Повсеместное распространение диалекта в Западной Фландрии объясняется среди всего прочего тем, что во второй половине XIX века здесь действовало движение местных литераторов, активно сопротивлявшихся внедрению стандартного нидерландского. Самым видным представителем этого движения был поэт Гвидо Гезелле.
Брабантская группа диалектов распространена в бельгийских провинциях Фламандский Брабант и Антверпен и в нидерландской провинции Северный Брабант. В отличие от западнофламандского и лимбургского диалектов, брабантский сейчас активно вытесняется стандартным нидерландским. Сейчас по-брабантски говорят только в сельской местности, к тому же даже там молодёжь переходит на стандартный нидерландский. В городах брабантский практически уже вытеснен, единственный город Бельгии, где диалект до сих пор конкурирует со стандартным языком, — Антверпен.
Восточнофламандские диалекты не все лингвисты выделяют в отдельную группу, некоторые рассматривают их как переходную группу от западно-фламандского к брабантскому. Как и брабантский, восточнофламандский в последнее время всё сильнее вытесняется стандартным вариантом нидерландского. Географически восточнофламандский распространён в провинции Восточная Фландрия.

## Практическая транскрипция на русский язык
См. Нидерландский язык.